# Аргентина на летних Олимпийских играх 1992
Аргентина принимала участие в Летних Олимпийских играх 1992 года в Барселоне (Испания) в восемнадцатый раз за свою историю, и завоевала одну бронзовую медали. Сборную страны представляли 17 женщин.

## 03!Бронза
- Теннис, женщины — Жавьер Франа и Кристиан Миниусси.

## Результаты соревнований

### Академическая гребля
В следующий раунд из каждого заезда проходили несколько лучших экипажей (в зависимости от дисциплины). В финал A выходили 6 сильнейших экипажей, остальные разыгрывали места в утешительных финалах B-D.
Мужчины
| Соревнование | Спортсмены       | Предварительный заезд | Предварительный заезд | Предварительный заезд | Отборочный заезд | Отборочный заезд | Отборочный заезд | Полуфинал     | Полуфинал     | Полуфинал     | Финал   | Финал   | Итоговое место |
| Соревнование | Спортсмены       | Заезд                 | Время                 | Место                 | Заезд            | Время            | Место            | Заезд         | Время         | Место         | Время   | Место   | Итоговое место |
| ------------ | ---------------- | --------------------- | --------------------- | --------------------- | ---------------- | ---------------- | ---------------- | ------------- | ------------- | ------------- | ------- | ------- | -------------- |
| одиночки     | Серхио Фернандес | 2                     | 6:59,14               | 1 Q                   | Не участвовал    | Не участвовал    | Не участвовал    | Полуфинал A/B | Полуфинал A/B | Полуфинал A/B | Финал A | Финал A | 6              |
| одиночки     | Серхио Фернандес | 2                     | 6:59,14               | 1 Q                   | Не участвовал    | Не участвовал    | Не участвовал    | 2             | 6:53,40       | 1 QA          | 7:15,53 | 6       | 6              |